# Alburnus neretvae
Alburnus neretvae är en fiskart som beskrevs av Buj, Sanda och Perea 2010. Alburnus neretvae ingår i släktet Alburnus och familjen karpfiskar. IUCN kategoriserar arten globalt som livskraftig. Inga underarter finns listade i Catalogue of Life.